# Aline Atherton-Smith
Aline Sybil Atherton-Smith (* 13. November 1875 in Ryde; † nach 1945) war eine britische Quäkerin.

## Leben und Tätigkeit
Während des Ersten Weltkriegs war Atherton-Smith für das Bureau for Reconstruction and Re-education, American Red Cross in Paris tätig.
Anfang der 1920er Jahre wurde Atherton-Smith als Leiterin des Departments for Land Settlements bei der englisch-amerikanischen Quäkermission in Wien Pflegemutter des Siedlungsprojektes Wolfersberg. Dieses widmete sich der Aufgabe, am Wolfersberg, außerhalb von Wien, eine neue Wohnsiedlung aufzubauen, die 60 Eigenheime und ein Genossenschaftshaus umfasste.
Spätestens nach dem Anschluss Österreichs an das Deutsche Reich im März 1938 verließ Atherton-Smith den Alpenstaat. Von den Nationalsozialisten wurde sie wegen ihrer pazifistischen Einstellung bzw. der Verbreitung derselben als Staatsfeindin eingestuft und im Frühjahr 1940 auf die vom Reichssicherheitshauptamt zusammengestellte Sonderfahndungsliste G.B., ein Verzeichnis von Personen, die im Falle einer erfolgreichen Invasion und Besetzung Großbritanniens durch die Wehrmacht als Zielpersonen von besonderer Priorität automatisch von Sonderkommandos der SS ausfindig gemacht und verhaftet werden sollten. Unterlagen der British National Archives legen dagegen nahe, dass Atherton-Smith sich während des Zweiten Weltkriegs in Paris aufhielt: 1945 wurde vom Londoner Home Office eine Untersuchung gegen sie eingeleitet wegen des Verdachtes, sich während der deutschen Besetzung Paris in antibritischer Weise geäußert zu haben.

## Schriften
- Die ländlichen Siedlungen in Wien und Umgebung: Zur Lösung der Wohnungsfrage, 1925.
- The Austrian Land Settlements: A Solution of the Housing Problem, 1926.